# Chirurgische Schule zu Hannover
Die Chirurgische Schule zu Hannover war eine medizinische Bildungseinrichtung insbesondere für – männliche – mindestens 16 Jahre alte Jugendliche, die zuvor keinen vollständigen höheren Schulabschluss erlangt oder keine andere Berufsausbildung abgeschlossen hatten. Nach einer bestandenen Aufnahmeprüfung erfolgten Zwischenprüfungen in den Sommersemestern in Gegenwart von Mitgliedern des Ephorats und öffentliche Zwischenprüfungen in den Wintersemestern. Insgesamt dauerte die privat zu finanzierende Ausbildung drei Jahre. Anschließend konnten die Absolventen untergeordnet unter der Leitung von Ärzten und Wundärzten im medizinischen Bereich tätig werden.

## Geschichte
Die in Hannover für das gesamte Königreich Hannover wirkende Chirurgische Schule nahm zum 31. Oktober 1825 ihren Betrieb auf. Diese allgemeine chirurgische Schule für das Königreich ging aus der Zusammenlegung von zwei älteren ähnlichen Einrichtungen hervor: Dem zuvor ebenfalls in Hannover etablierten Collegium anatomicum chirurgicum sowie die zuvor in Celle eingerichtete Celler chirurgische Schule. Beide Institute wurden zugunsten der 1825 in Betrieb gegangenen Chirurgischen Schule zu Hannover aufgehoben.
Mitte der 1850er Jahre endete diese Form der chirurgischen Ausbildung (auch) im Königreich Hannover. Jedenfalls finden sich seit 1854 keine Hinweise mehr auf die Chirurgische Schule zu Hannover oder anderswo im Hof- und Staatshandbuch.

## Persönlichkeiten

### Königliches Ephorat
- 1837:
  - Obermedizinalrat und Leibmedikus Johann Stieglitz[1]
  - Obermedizinalrat und Leibmedikus Georg Lodemann[1]
  - Medizinalrat und Hofmedikus Carl Mühry[1]

### Lehrer
- 1837:
  - Leibchirurg Georg Philipp Holscher[1]
  - Medizinalrat, Hof- und Oberstabschirurg Johann Georg Spangenberg, zugleich Direktor der Anstalt[1]
  - Hofmedikus Georg Christian Hermann Kaufmann[1]
  - Hofchirurg Louis Stromeyer[1]
  - Lehrer der Physik und Chemie Friedrich Heeren[1]
  - Lehrer und Prosektor Otto Baring[1]
  - Mühry[1]
  - Privatlehrer der Botanik Ziegler[1]

### Schüler
- Georg Friedrich Stölter, später Züchter medizinischer Blutegel in Hildesheim[3]